# Royal Academy of Arts

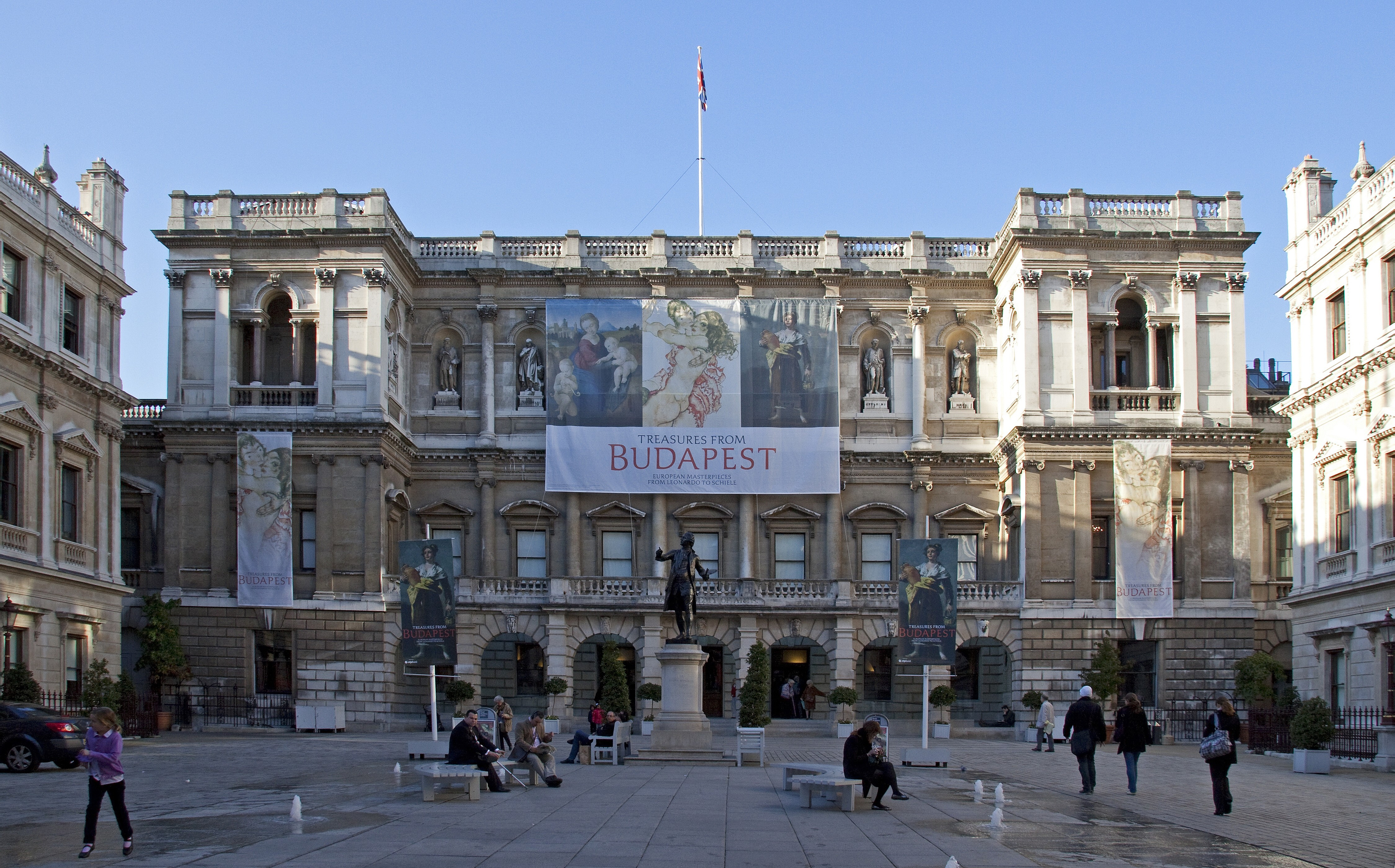
Die Royal Academy im Burlington House (2010)

Die Royal Academy of Arts in London ist eine Kunsthochschule in Großbritannien. Sie widmet sich der Lehre und Förderung von Malerei, Bildhauerei und Architektur.

## Geschichte

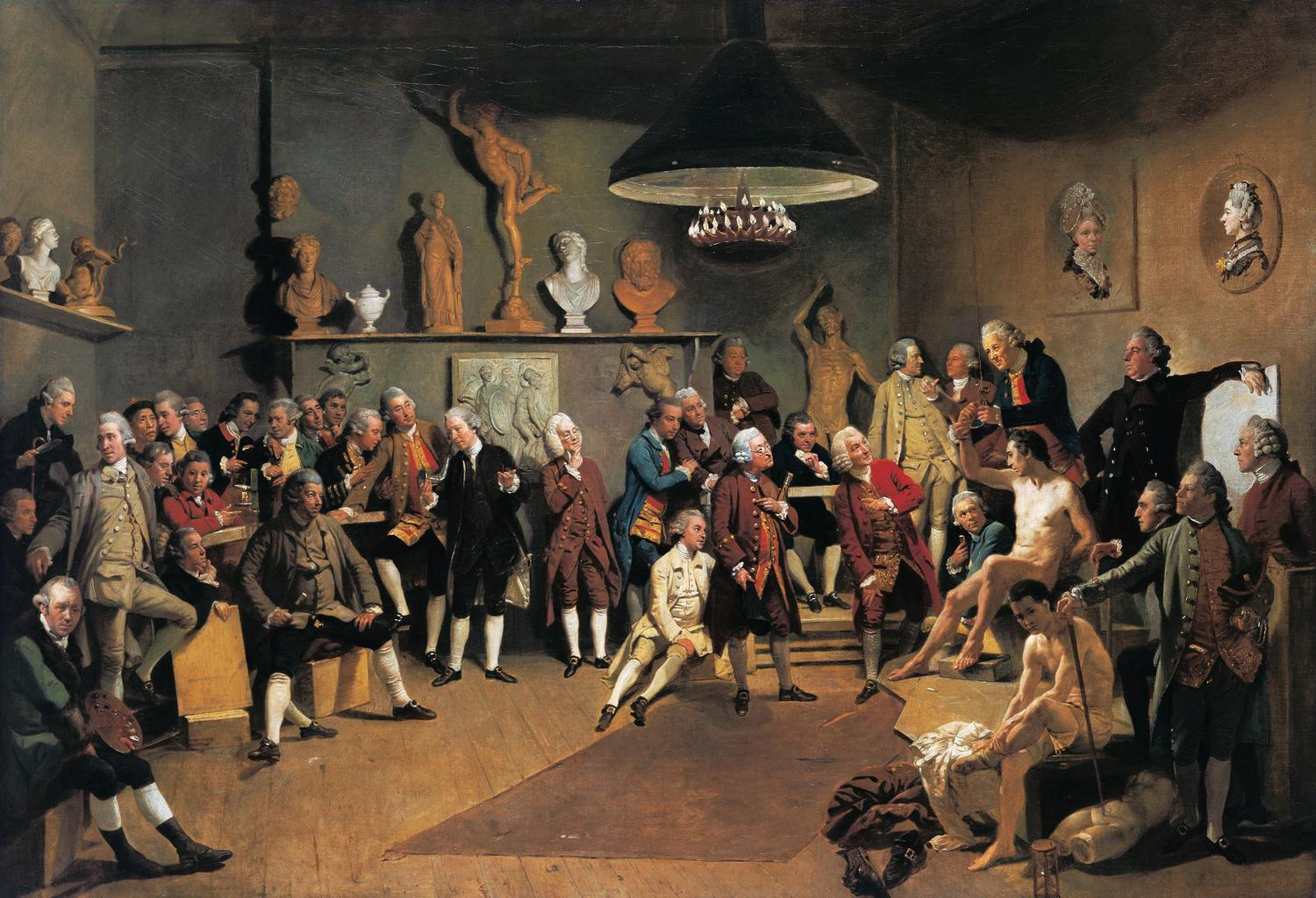
Johann Zoffany: Die Porträts der Gründungsmitglieder der Royal Academy (1771–72, Öl auf Leinwand).

Die Royal Academy of Arts wurde 1768 von George III. gegründet, mit 34 bedeutenden Künstlern und Architekten als Gründungsmitglieder unter der Leitung des Malers Joshua Reynolds; darunter waren mit den Malerinnen Angelika Kauffmann und Mary Moser auch zwei Frauen. Auslöser war ein Streit innerhalb der damals führenden Künstlervereinigung Society of Artists of Great Britain. Der Architekt William Chambers verließ diese Vereinigung, nachdem er vergeblich für die Präsidentschaft kandidiert hatte. Nachdem er seine guten Verbindungen zum englischen Königshaus genutzt hatte, vollzog der König schließlich die Gründung einer neuen Künstlervereinigung. Sie nahm ihre Arbeit offiziell im Folgejahr 1769 auf. Anfänglich nahm die Akademie maximal 40 Mitglieder auf, mittlerweile sind es bis zu 80.

## Besucherzahlen
2019 wurde die Royal Academy of Arts von rund 1.249.000 Personen besucht. 2024 betrug die Besucherzahl etwa 622.000 Personen.

## Lage
Während der ersten drei Jahre war die Royal Academy in Pall Mall in der City of Westminster untergebracht. Kurz darauf zog sie in das neu fertiggestellte Somerset House um. 1837 wurde sie in die National Gallery am Trafalgar Square verlegt. Seit 1868 befindet sich die Royal Academy im Burlington House.

## Aktivitäten
Obwohl die Akademie offiziell unter der Schirmherrschaft des Königs stand, erhielt sie keine Fördermittel aus der Staatskasse. Die Haupteinnahmequelle waren und sind seit 1870 die Ausstellungen der Akademie, die weltweit einen hervorragenden Ruf genießen. Neben Ausstellungen mit Leihgaben ist die jährliche Sommerausstellung eines der zentralen Ereignisse der Londoner Kunstwelt. Neben Mitgliedern können andere Künstler ihre Werke einreichen und bei positivem Bescheid auf der Sommerausstellung zeigen.

## Mitgliedschaft

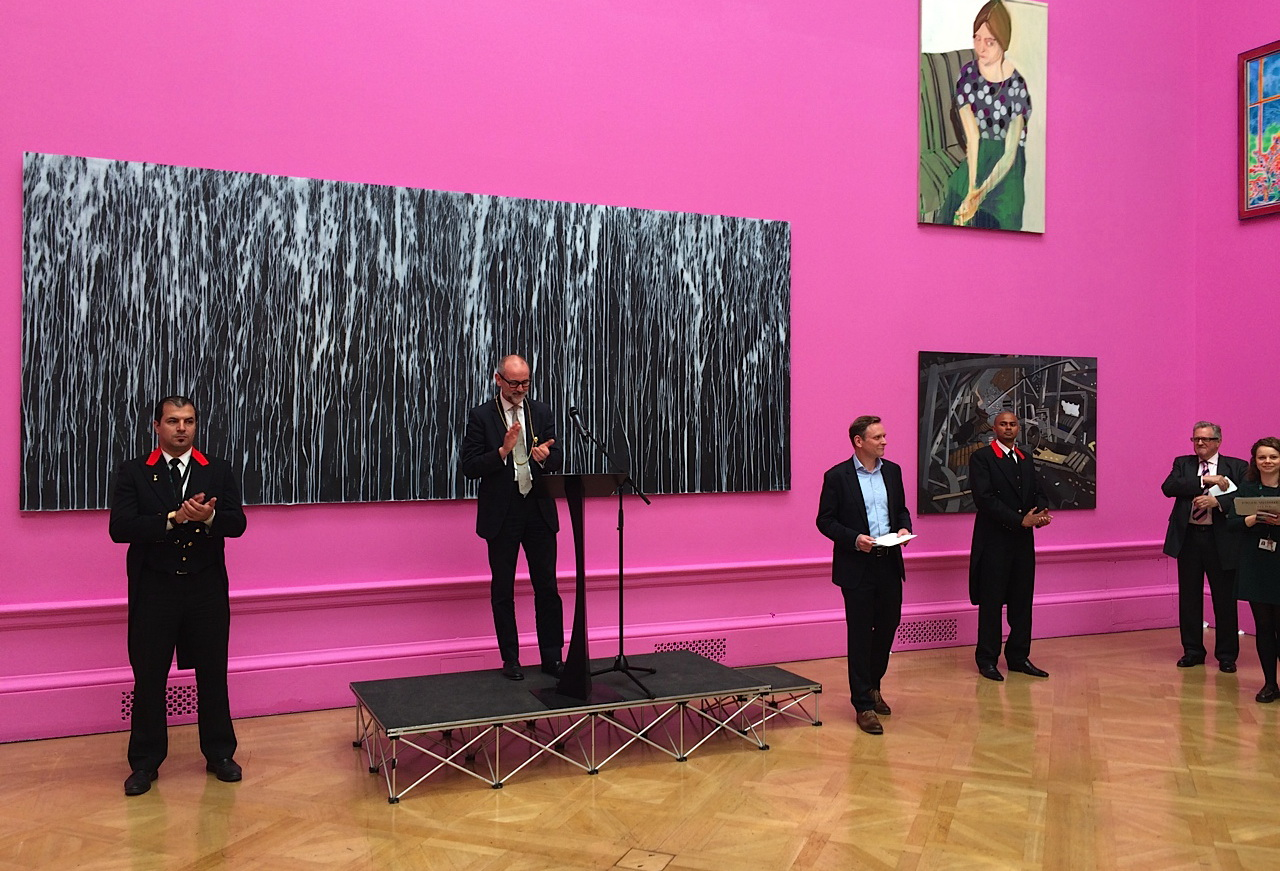
Christopher Le Brun, Präsident der Royal Academy, bei der Eröffnung der RA Summer Exhibition 2015

Die Anzahl der Mitglieder, Members oder RAs (letzteres als Abkürzung für „Royal Academicians“) genannt, war anfänglich auf 40 beschränkt, 1972 wurde sie auf 50 erhöht und ist seit 1991 auf 80 beschränkt, zusätzlich einer Anzahl von Senioren, die das Lebensalter von 75 überschritten haben und ihren Platz für neue Mitglieder freimachen. Voraussetzung für die Aufnahme ist, dass der künstlerische Beruf zumindest teilweise in Großbritannien ausgeübt wird. Die Mitglieder werden in folgende drei Gruppen unterschieden:
- Maler (einschließlich die grafischen Tätigkeitsfelder als Kupferstecher, Radierer, Druckgrafiker und Zeichner)
- Bildhauer
- Architekten.

Neue Mitglieder werden durch den Kreis der RAs gewählt. Dieser Wahl zum Vollmitglied geht in der Regel eine mehrjährige Anwartschaft als ARA (Abkürzung für „Associated Royal Academician“) voraus. Hierbei ist vorgeschrieben, dass zu jeder Zeit mindestens 14 Bildhauer, 12 Architekten und 8 Druckgrafiker unter den maximal 80 RAs sein müssen. Als Ehrenmitglieder Hon. RA können seit 1869 auch Künstler ernannt werden, die nicht in Großbritannien tätig sind.
Durch die Mitgliedschaft wird allen RAs das Recht verliehen, bis zu sechs eigene Werke in der – seit 1769 ununterbrochen stattfindenden – jährlichen Sommerausstellung (Summer Exhibition) auszustellen. Darüber hinaus können sie kleine Ausstellungen im Friends' Room abhalten; gelegentlich bekommen sie Gelegenheit zu großen Ausstellungen ihrer Werke in den Sackler Galleries. Im Rahmen des RA Education Programme sind viele RAs als Dozenten in der Bildung engagiert.

## Bekannte Studenten/Professoren (Auswahl)
- William Bidlake (1861–1938), Architekt
- Herbert James Draper (1863–1920), Maler
- Eric Hebborn (1934–1996), Maler, Restaurator und Kunstfälscher
- Phillip King (1934–2021), Bildhauer
- Tatsuno Kingo (1854–1919), Architekt
- Henry Marriott Paget (1857–1936), Maler und Illustrator
- Johann Heinrich Ramberg (1763–1840), deutscher Maler, Satiriker, Karikaturist und Illustrator[5]
- Henry Courtney Selous (1803–1890), Maler und Kupferstecher
- Joseph Wright of Derby (1734–1794), Maler

## Ausstellungen (Auswahl)
- 1998: Sensation, die Sammlung Saatchi
- 2002: Masters of Colour. Dérain to Kandinsky, mit 80 Werken aus der Sammlung Merzbacher, aufgebaut auf der Sammlung von Bernhard Mayer[6]
- 2010: The Real Van Gogh – The Artist and his Letters
- 2016/17: Abstract Expressionism, kuratiert von David Anfam
- 2019: Bill Viola / Michelangelo. Life Death Rebirth
- 2022: William Kentridge
- 2023: Herzog & de Meuron: at home and abroad

### Historisch
- Die Kunstausstellung in der Königlichen Akademie zu London. In: Illustrirte Zeitung. Nr. 25. J. J. Weber, Leipzig 16. Dezember 1843, S. 396–398 (Digitalisat in der Google-Buchsuche).
- William Sandby: The history of the Royal Academy of Arts from its foundation in 1768 to the present time. With biographical notices of all the members. Band I. Longman Green, Longman Roberts & Green, London 1862 (Textarchiv – Internet Archive).
- William Sandby: The history of the Royal Academy of Arts from its foundation in 1768 to the present time. With biographical notices of all the members. Band II. Longman Green, Longman Roberts & Green, London 1862 (Textarchiv – Internet Archive).
- Henry Blackburn: Academy notes 1875. With illustrations of the principal pictures at Burlington House. Chatto and Windus, London 1875 (Textarchiv – Internet Archive).
- Henry Blackburn: Academy notes 1883. With illustrations of the principal pictures at Burlington House. Chatto and Windus, London 1883 (Textarchiv – Internet Archive).
- Henry Blackburn: English art in 1884. D. Appelton & Company, New York 1895 (Textarchiv – Internet Archive).
- Henry Blackburn: Academy notes 1891. With illustrations of the principal pictures at Burlington House. Chatto and Windus, London 1891 (Textarchiv – Internet Archive).
- List of Appendices. In: J. E. Hodgson, Fred. A. Eaton: The Royal academy and its members 1768–1830. Charles Scribner’s Sons, London 1905 (Textarchiv – Internet Archive).
- Walter Rangeley Maitland Lamb: The Royal Academy. A short history of its foundation and development. 1951.

### Englischsprachige Forschungsliteratur
- Holger Hoock: The King's Artists. The Royal Academy of Arts and the Politics of British Culture 1760–1840. Clarendon Press, Oxford 2003, ISBN 0-19-926626-3.
- Charles Saumarez Smith: The Company of Artists: The Origins of the Royal Academy of Arts in London. Bloomsbury/Modern Art Press, London 2012, ISBN 978-1-4081-8210-9.
- Marcia Pointon: Hanging the Head. Portraiture and Social Formation in Eighteenth-century England. Yale University Press, New Haven/London 1993
- Sidney Hutchison: The History of the Royal Academy 1768–1968. Chapman & Hall, London 1968.